# Szwecja w Formule 1
W Formule 1 brało udział 11. szwedzkich kierowców oraz 3 zespoły. Grand Prix Szwecji w latach 1973–1978 rozgrywana była na torze Scandinavian Raceway w Anderstorp.
Pierwszym szwedzkim kierowcą był Ockelbo-Lundgren, któremu nie udało mu się wystartować w Grand Prix Niemiec w 1951 roku. Pierwszym kierowcą, który wziął udział w wyścigu był natomiast Joakim Bonnier, który wytarował w bolidzie Officine Alfieri Maserati w Grand Prix Włoch w 1956. Od sezonu 2014 w tej serii rywalizuje Marcus Ericsson, który reprezentuje zespół Caterham. Pierwszym szwedzkim zespołem był Ecurie Bonnier, który startował w latach 1957–1958 i 1966–1971 bez sukcesów. Kolejnym zespołem był Team Pierre Robert, któremu jednak nie udało się wystartować w Grand Prix Szwecji w 1973 roku. Ostatnim zespołem był Polar Caravans, który wystartował w wyścigu Grand Prix Szwecji w 1975 roku
Pierwszym kierowcą, który zdobył punkty był Joakim Bonnier w Grand Prix Maroka w 1958 roku, wyścig ukończył na czwartym miejscu. Bonnier wygrał również pierwszy wyścig dla Szwecji – Grand Prix Holandii w 1959 roku.
Ronnie Peterson wygrał 10 wyścigów, został drugim wicemistrzem w 1973 roku oraz dwa razy został wicemistrzem w 1971 i 1978, kiedy to zginął podczas Grand Prix Włoch.

## Kierowcy
| Legenda oznaczeń w tabelach wyników Wyświetl szablon na nowej stronie | Legenda oznaczeń w tabelach wyników Wyświetl szablon na nowej stronie                                                                     |
| Oznaczenie                                                            | Wyjaśnienie |
| --------------------------------------------------------------------- | --- |
| Złoty                                                                 | Zwycięzca lub mistrzostwo |
| Srebrny                                                               | 2. miejsce lub wicemistrzostwo |
| Brązowy                                                               | 3. miejsce lub II wicemistrzostwo |
| Zielony                                                               | Ukończył, punktował (w klasyfikacji generalnej, gdy zdobył co najmniej jeden punkt na przestrzeni sezonu, poza trzema powyższymi opcjami) |
| Niebieski                                                             | Ukończył, nie punktował (w klasyfikacji generalnej, gdy nie zdobył co najmniej jednego punktu na przestrzeni sezonu)                      |
| Czerwony                                                              | Nie zakwalifikował się (NZ) |
| Czerwony                                                              | Nie prekwalifikował się (NPK) |
| Różowy                                                                | Nie ukończył (NU) |
| Różowy                                                                | Niesklasyfikowany (NS) (w klasyfikacji generalnej, gdy nie został sklasyfikowany w żadnym wyścigu sezonu)                                 |
| Czarny                                                                | Zdyskwalifikowany (DK) |
| Czarny                                                                | Wykluczony (WYK/EX) |
| Biały                                                                 | Nie wystartował (NW) |
| Biały                                                                 | Kontuzjowany (K/INJ) |
| Biały                                                                 | Wyścig odwołany (OD/C) |
| Bez koloru                                                            | Został wycofany (WYC/WD) |
| Bez koloru                                                            | Nie przybył (NP/DNA) |
| Bez koloru                                                            | Nie brał udziału w treningach (NT/DNP) |
| Bez koloru                                                            | Nie został zgłoszony (–) |
| Pogrubienie                                                           | Start z pole position |
| Kursywa                                                               | Najszybsze okrążenie wyścigu |
| †                                                                     | Nie ukończył, ale jego rezultat został zaliczony ze względu na przejechanie więcej niż 90% dystansu wyścigu.                              |
| *                                                                     | Sezon w trakcie |
| 1/2/3                                                                 | Punktowana pozycja w sprincie kwalifikacyjnym                                                                                             |
| Lista systemów punktacji Formuły 1                                    | |

| Sezon          | Kierowca         | Zespół | Wygrane | Podium | Punkty | NS | NU | NZ | Źródło |
| -------------- | ---------------- | --- | ------- | ------ | ------ | -- | -- | -- | ------ |
| 1951           | Ockelbo-Lundgren | Erik Lundgren | 0       | 0      | 0      | 0  | 0  | 0  | [ 1 ]  |
| 1956–1971      | Joakim Bonnier   | Officine Alfieri Maserati Scuderia Centro Sud Joakim Bonnier Racing Team Giorgio Scarlatti Owen Racing Organisation Porsche System Engineering Rob Walker Racing Team Anglo-Suisse Racing Ecurie Bonnier                                               | 1       | 1      | 40     | 5  | 49 | 3  | [ 2 ]  |
| 1970–1978      | Ronnie Peterson  | Antique Automobiles Racing Team Colin Crabbe Racing STP March Racing Team John Player Team Lotus March Engineering Theodore Racing Elf Team Tyrrell | 10      | 26     | 206    | 2  | 49 | 0  | [ 3 ]  |
| 1970–1974      | Reine Wisell     | Gold Leaf Team Lotus Marlboro BRM John Player Team Lotus Team Pierre Robert Clarke-Mordaunt-Guthrie-Durlacher March Engineering | 0       | 1      | 13     | 3  | 10 | 0  | [ 4 ]  |
| 1974           | Bertil Roos      | UOP Shadow Racing Team | 0       | 0      | 0      | 0  | 1  | 0  | [ 5 ]  |
| 1975           | Torsten Palm     | Polar Caravans | 0       | 0      | 0      | 0  | 0  | 1  | [ 6 ]  |
| 1976–1977      | Gunnar Nilsson   | John Player Team Lotus | 1       | 4      | 18     | 0  | 17 | 0  | [ 7 ]  |
| 1976–1977      | Conny Andersson  | Team Surtees Rotary Watches Stanley BRM | 0       | 0      | 0      | 0  | 1  | 4  | [ 8 ]  |
| 1980 1983–1991 | Stefan Johansson | Shadow Cars Spirit Racing Tyrrell Racing Organisation Toleman Group Motorsport Scuderia Ferrari SpA SEFAC Marlboro McLaren International Ligier Loto Moneytron Onyx Formula One Automobiles Gonfaronnaises Sportives Footwork Grand Prix International | 0       | 12     | 47     | 0  | 31 | 23 | [ 9 ]  |
| 1981–1982      | Slim Borgudd     | Team ATS Team Tyrrell | 0       | 0      | 1      | 0  | 4  | 5  | [ 10 ] |
| 2014-2018      | Marcus Ericsson  | Caterham, Sauber | 0       | 0      | 18     | 3  | 24 | 0  | [ 11 ] |

## Zespoły
| Legenda oznaczeń w tabelach wyników Wyświetl szablon na nowej stronie | Legenda oznaczeń w tabelach wyników Wyświetl szablon na nowej stronie                                                                     |
| Oznaczenie                                                            | Wyjaśnienie |
| --------------------------------------------------------------------- | --- |
| Złoty                                                                 | Zwycięzca lub mistrzostwo |
| Srebrny                                                               | 2. miejsce lub wicemistrzostwo |
| Brązowy                                                               | 3. miejsce lub II wicemistrzostwo |
| Zielony                                                               | Ukończył, punktował (w klasyfikacji generalnej, gdy zdobył co najmniej jeden punkt na przestrzeni sezonu, poza trzema powyższymi opcjami) |
| Niebieski                                                             | Ukończył, nie punktował (w klasyfikacji generalnej, gdy nie zdobył co najmniej jednego punktu na przestrzeni sezonu)                      |
| Czerwony                                                              | Nie zakwalifikował się (NZ) |
| Czerwony                                                              | Nie prekwalifikował się (NPK) |
| Różowy                                                                | Nie ukończył (NU) |
| Różowy                                                                | Niesklasyfikowany (NS) (w klasyfikacji generalnej, gdy nie został sklasyfikowany w żadnym wyścigu sezonu)                                 |
| Czarny                                                                | Zdyskwalifikowany (DK) |
| Czarny                                                                | Wykluczony (WYK/EX) |
| Biały                                                                 | Nie wystartował (NW) |
| Biały                                                                 | Kontuzjowany (K/INJ) |
| Biały                                                                 | Wyścig odwołany (OD/C) |
| Bez koloru                                                            | Został wycofany (WYC/WD) |
| Bez koloru                                                            | Nie przybył (NP/DNA) |
| Bez koloru                                                            | Nie brał udziału w treningach (NT/DNP) |
| Bez koloru                                                            | Nie został zgłoszony (–) |
| Pogrubienie                                                           | Start z pole position |
| Kursywa                                                               | Najszybsze okrążenie wyścigu |
| †                                                                     | Nie ukończył, ale jego rezultat został zaliczony ze względu na przejechanie więcej niż 90% dystansu wyścigu.                              |
| *                                                                     | Sezon w trakcie |
| 1/2/3                                                                 | Punktowana pozycja w sprincie kwalifikacyjnym                                                                                             |
| Lista systemów punktacji Formuły 1                                    | |

| Sezon               | Zespół             | Wygrane | Podium | Punkty | NS | NU | NZ | Źródło |
| ------------------- | ------------------ | ------- | ------ | ------ | -- | -- | -- | ------ |
| 1957–1958 1966–1971 | Ecurie Bonnier     | 0       | 0      | 7      | 2  | 24 | 3  | [ 12 ] |
| 1973                | Team Pierre Robert | 0       | 0      | 0      | 0  | 0  | 0  | [ 13 ] |
| 1975                | Polar Caravans     | 0       | 0      | 0      | 0  | 0  | 1  | [ 14 ] |

## Pracownicy
| Pracownik      |
| -------------- |
| Lars Österlind |
| Ove Andersson  |

## Tory wyścigowe
| Sezon     | Tor                  | Lokalizacja | Liczba | Źródło |
| --------- | -------------------- | ----------- | ------ | ------ |
| 1973–1978 | Scandinavian Raceway | Anderstorp  | 6      | [ 15 ] |